# لورنس لين جونيور
لورنس لين جونيور (بالإنجليزية: Laurence Lynn, Jr.)‏ هو عالم سياسة أمريكي، ولد في 10 يونيو 1937.